# Reinhart Vogler
Reinhart Vogler (* 20. Juni 1901 in Hamburg; † 27. Juli 1981 ebenda) war ein deutscher Richter.

## Leben
Vogler promovierte im Alter von 24 Jahren an der Universität Hamburg mit der Dissertation  Die Ordnungsgewalt der deutschen Parlamente.
Vogler wirkte im Jahr 1945 als hierfür abgestellter Richter mit dem Rechtspflegeoffizier der britischen Militärregierung Joe Carton an der Wiedereröffnung der Gerichte in Hamburg mit. Er wurde 1965 zum Senatspräsidenten am Hanseatischen Oberlandesgericht und am Hamburgischen Verfassungsgericht berufen. Er übte die Präsidentschaft über beide Gerichte bis 1969 aus und übergab diese an Walter Stiebeler.
Im Jahr 1978 wurde ihm der Emil-von-Sauer-Preis verliehen.